# Osmeña Peak
Der Osmeña Peak ist mit einer Höhe von 1013 m der höchste Berg auf der Insel Cebu auf den Philippinen.
Der Osmeña Peak liegt auf dem Gebiet der Gemeinde Dalaguete, im Süden der Provinz Cebu. Er liegt in einer Hügelkette, die in ihrer Form an die Chocolate Hills auf der Insel Bohol erinnert und mit Gras- und Buschvegetation überzogen ist. Er ist das ganze Jahr über besteigbar, wobei die Monate Dezember bis Mai die trockensten Monate in der Region sind. Die Gemeinde Dalaguete liegt ca. 85 km südwestlich von Cebu City und ist über die südliche Küstenstraße erreichbar.